# チェンナイ・グードゥール線
チェンナイ・グードゥール線は、タミル・ナードゥ州チェンナイ市のチェンナイ中央駅からアーンドラ・プラデーシュ州のグードゥール連絡駅までを結ぶ、インド南部鉄道の鉄道路線である。

## 路線データ
- 路線距離：138km
  - チェンナイ・グンミディプンディ間 : 48km
- 軌間：1676mm (広軌)
- 駅数：25駅（起終点駅含む）

## 列車種別
普通列車と急行列車が運行されている。
- 普通列車、チェンナイ・グードゥール間 : 437
- 普通列車、チェンナイ・グードゥール間 (ビトラグンタ発チェンナイ行、インド中南部鉄道直通) : 438
- 普通列車、グンミディプンディ・グードゥール間 : 197, 198
- 普通列車、スッルルペーッタ・グードゥール間 (スッルルペーッタ・ネッルール発着、インド中南部鉄道直通) : 175, 176, 177, 178
- 急行列車、チェンナイ・ハイデラーバード間 (全線乗入、インド中南部鉄道など直通) : 7053, 7054
- 急行列車、チェンナイ・ラクナウ間 (全線乗入、インド中南部鉄道など直通) : 6093 (チェンナイ発、火土曜走行), 6094 (チェンナイ行、水土曜走行)
- 急行列車、チェンナイ・ジャイプール間 (全線乗入、インド中南部鉄道など直通) : 2967 (チェンナイ発、日火金曜走行)2968 (チェンナイ行、火木日曜走行)
- 週一急行、チェンナイ・ヴィサーカパトナ間 (全線乗入、インド中南部鉄道など直通) : 2659 (チェンナイ発、木曜走行), 2660 (チェンナイ行、土曜走行)
- 週一急行、チェンナイ・デーラドゥーン間 (全線乗入、インド中南部鉄道など直通) : 6034 (チェンナイ行、水曜走行)
- 郵便急行、チェンナイ・ハウラー間 (全線乗入、インド中南部鉄道など直通) : 6003, 6004
- シールカール急行、チェンナイ・カーキナーダ港間 (全線乗入、インド中南部鉄道など直通) : 6043, 6044
- チャールミナール急行、チェンナイ・ハイデラーバード間 (全線乗入、インド中南部鉄道など直通) : 2759, 2760
- アンダマン急行、チェンナイ・ジャンムータウィ間 (全線乗入、インド中南部鉄道など直通) : 6031 (チェンナイ発、日水木曜走行), 6032 (チェンナイ行、金月火曜走行)
- ピナーキニー急行、チェンナイ・ヴィジャヤワーダ間 (全線乗入、インド中南部鉄道など直通) : 2711, 2712
- ガンガーカーヴェーリ急行、チェンナイ・ヴァーラーナシー間 (全線乗入、インド中南部鉄道など直通) : 6039 (チェンナイ発、月土曜走行), 6040 (チェンナイ着、水金曜走行)
- ナヴァジーヴァン急行、チェンナイ・アーメダバード間 (全線乗入、インド中南部鉄道など直通) : 2655, 2656
- グランドトランク急行、チェンナイ・ニューデリー間 (全線乗入、インド中南部鉄道など直通) : 2615 (チェンナイ発)

## 駅名及び停車駅
- 「シ急行」とはシールカール急行を、「ガ急行」とはガンガーカーヴェーリ急行を指す。
- チェンナイ・ジャイプール間急行列車は、「ガ急行」に含む。
- チャールミナール急行は、「急行」に含む。
- アンダマン急行は、「急行」に含む。
- ピナーキニー急行は、「週一急」に含む。
- ナヴァジーヴァン急行は、「ガ急行」に含む。
- グランドトランク急行は、「ガ急行」に含む。

| 駅名                                          | 駅間所要時間 | 普通 | ネ行普 | 急行 | 週一急 | 郵便急 | シ急行 | ガ急行 | 接続路線等                                                   | 所在地                                   | 所在地 |
| --------------------------------------------- | ------------ | ---- | ------ | ---- | ------ | ------ | ------ | ------ | ------------------------------------------------------------ | ---------------------------------------- | ------ |
| チェンナイ中央駅 (CHENNAI CENTRAL)            | --           | ●    |        | ●    | ●      | ●      | ●      | ●      | チェンナイ・マイソール線                                     | タミル・ナードゥ州・チェンナイ市         |        |
| ベイスン・ブリッジ駅 (en:Basin_Bridge)        | 7分          | ●    |        | ｜   | ｜     | ｜     | ｜     | ｜     |                                                              | タミル・ナードゥ州・チェンナイ市         |        |
| コルックペート駅 (KORUKKUPET)                 | 3分          | ●    |        | ｜   | ｜     | ｜     | ｜     | ｜     |                                                              | タミル・ナードゥ州・チェンナイ市         |        |
| トンディアルペート駅 (TONDIARPET)             | 3分          | ●    |        | ｜   | ｜     | ｜     | ｜     | ｜     |                                                              | タミル・ナードゥ州・チェンナイ市         |        |
| ティルヴォッティユール駅 (TIRUVOTTIYUR)       | 6分          | ●    |        | ｜   | ｜     | ｜     | ｜     | ｜     |                                                              | タミル・ナードゥ州・ティルヴァッルール県 |        |
| ヴィムコー・ナガル駅 (WIMCO NAGAR)            | 3分          | ●    |        | ｜   | ｜     | ｜     | ｜     | ｜     |                                                              | タミル・ナードゥ州・ティルヴァッルール県 |        |
| イェンヌール駅 (ENNORE)                       | 3分          | ●    |        | ｜   | ｜     | ｜     | ｜     | ｜     |                                                              | タミル・ナードゥ州・ティルヴァッルール県 |        |
| アーッティパットゥ駅 (ATTIPATTU)              | 6分          | ●    |        | ｜   | ｜     | ｜     | ｜     | ｜     |                                                              | タミル・ナードゥ州・ティルヴァッルール県 |        |
| ナンディヤンバッカム駅 (NANDIYAMBAKKAM)       | 3分          | ●    |        | ｜   | ｜     | ｜     | ｜     | ｜     | 普通437は通過                                                | タミル・ナードゥ州・ティルヴァッルール県 |        |
| ミンジュール駅 (MINJUR)                       | 5分          | ●    |        | ｜   | ｜     | ｜     | ｜     | ｜     |                                                              | タミル・ナードゥ州・ティルヴァッルール県 |        |
| アヌッパンパットゥ駅 (ANUPPAMPATTU)           | 4分          | ●    |        | ｜   | ｜     | ｜     | ｜     | ｜     |                                                              | タミル・ナードゥ州・ティルヴァッルール県 |        |
| ポンネリ駅 (PONNERI)                          | 6分          | ●    |        | ｜   | ｜     | ｜     | ｜     | ｜     |                                                              | タミル・ナードゥ州・ティルヴァッルール県 |        |
| カヴァライペーッタイ駅 (KAVARAIPETTAI)        | 10分         | ●    |        | ｜   | ｜     | ｜     | ｜     | ｜     |                                                              | タミル・ナードゥ州・ティルヴァッルール県 |        |
| グンミディプンディ駅 (GUMMIDIPUNDI)           | 7分          | ●    |        | ｜   | ｜     | ｜     | ●      | ｜     |                                                              | タミル・ナードゥ州・ティルヴァッルール県 |        |
| イェーラヴール駅 (ELAVUR)                     | 5分          | ●    |        | ｜   | ｜     | ｜     | ｜     | ｜     |                                                              | タミル・ナードゥ州・ティルヴァッルール県 |        |
| アーランバッカム駅 (ARAMBAKKAM)               | 9分          | ●    |        | ｜   | ｜     | ｜     | ｜     | ｜     |                                                              | タミル・ナードゥ州・ティルヴァッルール県 |        |
| ターダ駅 (TADA)                               | 5分          | ●    |        | ｜   | ｜     | ｜     | ｜     | ｜     |                                                              | アーンドラ・プラデーシュ州               |        |
| アーッカンペート駅 (AKKAMPET)                 | 5分          | ●    |        | ｜   | ｜     | ｜     | ｜     | ｜     |                                                              | アーンドラ・プラデーシュ州               |        |
| スッルルペーッタ駅 (SULLURUPETTA)             | 8分          | ●    | ●      | ●    | ●      | ｜     | ●      | ｜     |                                                              | アーンドラ・プラデーシュ州               |        |
| ポリレッディパレーム駅 (POLIREDDIPALEM)       | 9分          | ●    | ●      | ｜   | ｜     | ｜     | ｜     | ｜     | ネ行普176, 177, 178は通過                                    | アーンドラ・プラデーシュ州               |        |
| ドーラヴァリチャティラム駅 (DORAVARICHATIRAM) | 6分          | ●    | ●      | ｜   | ｜     | ｜     | ｜     | ｜     | ネ行普178は通過                                              | アーンドラ・プラデーシュ州               |        |
| ナーユドゥペーッタ駅 (NAYUDUPETTA)            | 10分         | ●    | ●      | ●    | ｜     | ｜     | ●      | ｜     | 急行6094は通過                                               | アーンドラ・プラデーシュ州               |        |
| ペーダパリヤー駅 (PEDAPARIYA)                 | 12分         | ●    | ●      | ｜   | ｜     | ｜     | ｜     | ｜     | ネ行普177, 178は通過                                         | アーンドラ・プラデーシュ州               |        |
| オードゥール駅 (ODUR)                         | 8分          | ●    | ｜     | ｜   | ｜     | ｜     | ｜     | ｜     |                                                              | アーンドラ・プラデーシュ州               |        |
| グードゥール連絡駅 (GUDUR JN)                 | 10分         | ●    | ●      | ●    | ●      | ●      | ●      | ●      | インド中南部鉄道 (普通175, 176, 177, 178, 438、各種急行直通) | アーンドラ・プラデーシュ州               |        |
| 駅名                                          | 駅間所要時間 | 普通 | ネ行普 | 急行 | 週一急 | 郵便急 | シ急行 | ガ急行 | 接続路線等                                                   | 所在地                                   | 所在地 |